# Quantitative Sozialforschung
Die quantitativen Methoden in der empirischen Sozialforschung umfassen alle Vorgehensweisen zur numerischen Darstellung empirischer Sachverhalte, aber auch zur Unterstützung der Schlussfolgerungen aus den empirischen Befunden mit Mitteln der Inferenzstatistik. Quantitative Methoden betreffen unter anderem Stichprobenauswahl, Datenerhebung und -analyse.
Häufig kommen in Wahlanalysen und in der Markt- und Meinungsforschung neben den quantitativen Methoden auch qualitative Methoden zur Anwendung, wie etwa halbstrukturierte Interviews. 
Häufig werden quantitative Methoden in den Sozialwissenschaften als Gegensatz zu den qualitativen Methoden gesehen. Dies muss jedoch nicht zwangsläufig der Fall sein, da es durchaus möglich ist, beide Methodenarten in Kombination zu verwenden. 

## Gliederung der quantitativen Sozialforschung
Mögliche Unterscheidungen der verschiedenen Gebiete der quantitativen Verfahren
- Methoden der Datenerhebung: Interview, Fragebogen, Beobachtung, Experiment, Inhaltsanalyse
- Erhebungsform (Forschungsdesign): Experiment, Quasi-Experiment, Ex-post-facto Design, korrelatives Design
- deskriptive Statistik (d. h. beschreibende Statistik, z. B. Median, Varianz)
- Inferenzstatistik (auf der Wahrscheinlichkeit für das Eintreffen der ermittelten empirischen Befunde beruhende Verfahren, Stochastik, Signifikanztests wie z. B. Chi-Quadrat-Test; Auswahl von Stichproben)
- multivariate Statistik (z. B. Faktorenanalyse, Clusteranalyse)
- Die sozialwissenschaftliche Netzwerkanalyse

In Abhängigkeit von der Anzahl der betrachteten unabhängigen Variablen unterscheidet man ein- und mehrfaktorielle Untersuchungen, und in Abhängigkeit von der Anzahl abhängiger Variablen univariate und multivariate Verfahren (etwa Faktorenanalyse und Clusteranalyse).

## Qualitative und quantitative Sozialforschung
Häufig wird die quantitative Sozialforschung in den Sozialwissenschaften als Gegensatz zur qualitativen Sozialforschung gesehen. Wichtig ist dabei immer das eigene Erkenntnisinteresse, das die Auswahl der Methoden bestimmt. Qualitative Verfahren werden oft benutzt, wenn der Forschungsgegenstand neu ist oder um das Forschungsgebiet zu explorieren und Hypothesen zu entwickeln. Quantitative Methoden können sowohl Hypothesen generieren als auch zuvor aufgestellte Hypothesen prüfen. 
In der quantitativ verfahrenden Sozialforschung werden zählbare Eigenschaften gemessen. Die häufigsten Datenerhebungsverfahren in den Sozialwissenschaften sind die Befragung, die Beobachtung, das Experiment und die Inhaltsanalyse. Es sind aber durchaus andere Messmethoden anwendbar, wie beispielsweise die Lost-Letter-Technik, mit der Probleme, wie das der Reaktivität vermieden werden können.

## Beispiel: Befragungen durch standardisierte Interviews
Für Interviews in repräsentativen Umfragen werden Befragte zumeist in einer Stichprobe ausgewählt. Abgesehen von schriftlich oder online durchgeführten Befragungen, werden seitens der Interviewer verschiedene Fragen meist vorgelesen. Dies kann „face to face“ geschehen (PAPI, CAPI) oder telefonisch (CATI). Jeder Befragte bekommt in der Regel die gleichen Fragen gestellt (Ausnahmen: Vorgabe bestimmter Filterführungen oder Fragebogensplits). Für diese Fragen gibt es im Allgemeinen vordefinierte Antwortkategorien, die vorab bei der Frageprogrammkonstruktion mit einem (numerischen) Codeschema versehen worden sind. Existieren ausschließlich vordefinierte Antwortkategorien, so spricht man von einer geschlossenen Frage. Existiert zusätzlich die Möglichkeit, dass Befragte ihrerseits formulierte, vorab nicht bestimmte Antworten geben, so spricht man von halboffenen Fragen. Existieren keine vorgegebenen Antwortkategorien, so spricht man von offenen Fragen. Diese sind in quantitativen Interviews seltener, werden aber auch eingesetzt (Beispiel: Welchen Beruf üben sie aus?). Die offenen Antworten werden im allgemein nach der Erhebung bei der Datenaufbereitung in bestimmte Kategorien (Codes) eingeordnet, damit sie leichter einer statistischen Auswertung zugeführt werden können.

## Vor- und Nachteile quantitativer Sozialforschung
Kritisiert wird an der quantitativen Sozialforschung häufig, dass sie sich zu wenig auf die Befragten einstellt. Die Tatsache, dass jeder Befragte die gleichen Fragen bekommt, stellt nicht sicher, dass jeder Befragte diese auch gleich interpretiert. Diese Kritik könnte allerdings auch als entlarvt angesehen werden, weil dabei allein an die Befragung als Erhebungsmethode gedacht wurde. Teile der empirischen Sozialforschung verwenden auch Verhaltensbeobachtung, Inhaltsanalyse, Experimente und andere Erhebungsmethoden, die teilweise besser an die subjektive Erlebniswelt der Teilnehmer empirischer Studien angepasst werden können.

### Einführung
- Andreas Diekmann: Empirische Sozialforschung. Grundlagen, Methoden, Anwendungen. 13. Aufl. Hamburg: Rowohlt-Taschenbuch-Verlag, 2007, ISBN 3-499-55551-4
- Rainer Schnell, Paul B. Hill und Elke Esser: Methoden der empirischen Sozialforschung. 8. Aufl. München: Oldenbourg 2008, ISBN 3-486-58708-0
- David Kaplan (Hrsg.): The Sage handbook of quantitative methodology for the social sciences. Thousand Oaks: Sage, 2004, ISBN 0-7619-2359-4
- Björn Rasch, Malte Friese, Wilhelm Hofmann, Ewald Naumann: Quantitative Methoden 1. Einführung in die Statistik für Psychologie, Sozial- & Erziehungswissenschaften 5. Auflage. Springer, Heidelberg, Berlin 2021, ISBN 978-3-662-63281-9
- Björn Rasch, Malte Friese, Wilhelm Hofmann, Ewald Naumann: Quantitative Methoden 2. Einführung in die Statistik für Psychologie, Sozial- & Erziehungswissenschaften 5. Auflage. Springer, Heidelberg, Berlin 2021, ISBN 978-3-662-63283-3
- Nicole Burzan: Quantitative Methoden der Kulturwissenschaften. Eine Einführung. UVK (UTB), Konstanz 2005, ISBN 3-8252-2714-6.

### Vertiefung
- Klaus Backhaus: Multivariate Analysemethoden. Eine anwendungsorientierte Einführung. 11. Aufl. Berlin, Springer, 2006. ISBN 3-540-27870-2
- Jürgen Bortz und Nicola Döring: Forschungsmethoden und Evaluation. Berlin, Springer. 4. Aufl. 2006. ISBN 3-540-33305-3
- Jost Reinecke: Strukturgleichungsmodelle in den Sozialwissenschaften. München: Oldenbourg, 2005. ISBN 3-486-57761-1